# Jeunesse athlétique et culturelle de Mitsoudjé
Maillots
La Jeunesse Athlétique et Culturelle de Mitsoudjé (en arabe : الشبيبة الرياضية و ثقافي ميتسوجي), plus couramment abrégé en JACM, est un club comorien de football fondé en 1972 et basé à Mitsoudjé sur l'île de Grande Comore.

## Historique
Créé officiellement le 9 septembre 1972 avec comme couleurs le rouge et le blanc symbolisants la richesse et la paix, le club porte à ses débuts le nom de Jeunesse Athlétique Club de Mitsoudjé.
En 1981, le club devient la Jeunesse Athlétique et Culturelle de Mitsoudjé.
Le club connaît son heure de gloire avec la génération des « onze combattants », dirigés par Ali Mohamed Djaguerre à partir de 1986, et qui amène le club en première division.
Cette époque du club est restée dans la mémoire des supporters (objet de chants, de banderoles et de drapeaux dans les tribunes).
Le club connaît la relégation en deuxième division en 1997. L'année suivante, le club remonte en D1 en remportant le titre de champion régional.

## Bilan sportif

### Palmarès
| Compétitions nationales | Compétitions régionales                                          |
| --- | ---------------------------------------------------------------- |
| - Championnat des Comores : - Vice-champion : 2000-01 et 2015. - Coupe des Comores (1) : - Vainqueur : 2007. - Championnat des Comores D2 (2) : - Champion : 1997-98 et 2014. | - Championnat de Grande Comore : - Vice-champion : 2015 et 2016. |

### Matchs de la JACM en compétitions internationales
| Année     | Compétition                | Tour                | Pays                    | Club      | Résultat |
| --------- | -------------------------- | ------------------- | ----------------------- | --------- | -------- |
| 2008-2009 | Ligue des champions arabes | Tour préliminaire 1 | Drapeau de la Palestine | Wadi Ness | 1-4 (N)  |

D : domicile, E : extérieur, N : terrain neutre

## Personnalités du club

### Anciens et (meilleur) joueurs
| - Ali Badoro - Ali Issa - Ali Soifa Mzé - Antoisse Chebli |  | - Mohamed Harithi - Moussa Mohamed Boina - Randriamampianina Jacques Arisoa |

### Entraîneurs
- Ali Mohamed Djaguerre
- Youssouf Ahmada (2013-)

### Présidents
- Adam Hamadi (2014-)